# Paula Gopee-Scoon
Paula Gopee-Scoon (née en 1958), est une femme politique trinidadienne. Elle est ministre des Affaires étrangères de Trinité-et-Tobago depuis le 7 novembre 2007, succédant à Arnold Piggott.